# ヘルマン・グレーデナー (作曲家)

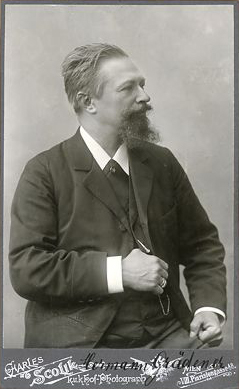

ヘルマン・グレーデナー（Hermann Graedener, *1844年5月8日 キール – 1929年9月18日 ウィーン）は、ドイツ盛期ロマン派の作曲家。

## 生涯
作曲家である父カールより音楽教育を受ける。1862年よりウィーンのオルガニストとなり、1864年より宮廷楽団のヴァイオリニストに就任した。1877年から1913年までウィーン音楽院で音楽理論を指導する一方で、1892年から1896年にかけてウィーン・ジングアカデミーの指揮者を務めた。
交響曲2点、喜劇のための序曲（Lustspielouvertüre）1点、ピアノ協奏曲2点、ヴァイオリン協奏曲2点、チェロ協奏曲1点、いくつかの室内楽曲やピアノ曲、芸術歌曲を遺した。作風はヨハネス・ブラームスの影響が見出される。
同名の息子ヘルマン(de:Hermann Graedener (Schriftsteller))は文学者となった。